# Carlos Finlay
Carlos Juan Finlay y Barrés (Camagüey, 3 dicembre 1833 – L'Avana, 20 agosto 1915) è stato un medico e scienziato cubano, pioniere della lotta alla febbre gialla.

## Biografia
Carlos Finlay nasce a Puerto Príncipe, come si chiamava ai suoi tempi la città cubana di Camagüey, da Edward Finlay, un medico scozzese, e dalla moglie Elisabeth de Barrés, francese di Trinidad. Alla nascita gli vennero dati i nomi "Juan Carlos" di cui più tardi egli stesso invertì l'ordine firmandosi "Carlos Juan". Ricevette una educazione cosmopolita: dopo i primi studi, che gli furono impartiti a casa da una zia, venne mandato a continuare gli studi in Europa: in Francia e in Germania. Non avendo frequentato scuole a Cuba, gli venne rifiutata l'iscrizione all'Università dell'Avana, per cui si iscrisse in medicina alla Thomas Jefferson University di Filadelfia, dove si laureò nel 1855.
Dopo alcune esperienze lavorative all'estero, ritornò in patria e aprì uno studio medico all'Avana (1864). Trovò tuttavia il tempo per dedicarsi alla ricerca e allo studio, in particolare al problema della febbre gialla. Quest'ultima è una malattia emorragica, endemica alla fine del XIX secolo in America centrale, caratterizzata da una mortalità che oscillava fra il 30 e il 90%. La correlazione fra l'incidenza della malattia e le condizioni meteorologiche che favorivano lo sviluppo della zanzara Stegomyia fasciata (Aedes aegypti) suggerì a Finlay l'esistenza di un rapporto causale fra la zanzara e febbre gialla. Tra il 1865 e il 1881 Finlay produsse almeno dieci articoli con la sua teoria della patogenesi della febbre gialla; la quale teoria, tuttavia, era fonte di ironia e sarcasmo per Finlay.
La teoria di Finlay venne presa in considerazione dalla Commissione della febbre gialla, un gruppo di studio inviato dall'esercito USA nel 1900 a Cuba per studiare la pericolosa malattia. La Commissione, diretta da Walter Reed, non era riuscita a estrarre o coltivare microrganismi dal materiale proveniente dagli ammalati con febbre gialla. La sperimentazione su esseri umani, ossia su volontari disposti a farsi pungere da zanzare presumibilmente infette «nell'interesse della scienza e dell'umanità», dimostrò definitivamente la teoria di Finlay anche perché dallo studio della diffusione della malattia la Commissione dimostrò due fatti ignorati da Finlay: 1) trasmettevano la malattia solo le zanzare che avano morso un paziente durante la fase viremica, cioè nei primi tre giorni della malattia; 2) la zanzara sarebbe stata in grado di trasmettere la malattia all'incirca dopo altri 12 giorni (il tempo di replicazione del virus all'interno dell'insetto).
I risultati della Commissione per la febbre gialla, definiti da Leonard Wood «la più grande scoperta nella medicina dall'epoca di Jenner», furono molto lusinghieri per Finlay. Divenne Direttore della Sanità pubblica a Cuba e fu più volte candidato al premio Nobel per la Medicina. Fra i suoi successivi lavori occorre ricordare i suoi interventi contro il tetano neonatale.